# Jacques Stückgold
Jacques Stückgold, auch Jakob Stückgold (geboren 17. Januarjul. / 29. Januar 1877greg. in Warschau, Russisches Kaiserreich; gestorben 4. Mai 1953 in New York), war ein polnisch-deutsch-amerikanischer Sänger (Tenor) und Gesangslehrer.

## Leben
Jacques Stückgold war der Sohn des Bankiers Schlama Stückgold und der Eva Rotmil, sein älterer Cousin war der Ingenieur und Maler Stanislaus Stückgold. Er wuchs in einer musisch interessierten, großbürgerlichen jüdischen Familie auf. Er studierte Gesang in Warschau bei Carlo Giustiniani und Ottavio Nouvelli, in Mailand bei Luigi Leonesi und in Venedig am Liceo Marcello bei Felice Coen.
Stückgold wurde Gesangspädagoge, 1899 zunächst in Karlsruhe und ab 1910 in München, wo er auch an der Hofoper sang. 1914 erhielt er dort die deutsche Staatsbürgerschaft.
Im Oktober 1917 heiratete Stückgold in Bochum seine Gesangsschülerin Grete Schneidt, die als Sopranistin eine internationale Karriere machte. Sie hatten die im Oktober 1918 in München geborene Tochter Eva. Die Ehe wurde 1928 geschieden.
Von 1924 bis 1937 lebte Stückgold in Berlin-Wilmersdorf, Konstanzer Straße 11. Im November 1926 wurde er als Gesangsprofessor an die Berliner Hochschule für Musik berufen.
Schon vor der Machtübergabe an die Nationalsozialisten 1933 forderten Berliner Dozenten wie Max Trapp, Romuald Wikarski und Valeska Burgstaller vom Rektor Georg Schünemann aus rassistischen Gründen seine Entfernung von der Hochschule, Stückgold wurde daraufhin, zusammen mit anderen jüdischen Dozenten, im September 1932 entlassen. Im Januar 1937 emigrierte er, entrechtet und beraubt, zusammen mit seiner Tochter Eva in die USA. Ab 1937 war er dort Professor of Voice Culture am City College New York. Im März 1944 wurde er amerikanischer Staatsbürger. 
Jacques Stückgold wurde auf dem „Mount Hebron Cemetery“ in Flushing, Queens bestattet (Grabstelle 101-12-47).
Zu seinen Schülern gehörten Kurt Baum, Marcella Craft, Willi Domgraf-Fassbaender, Zdenka Faßbender, Henrich Hensel, Pál Komáromy, Anny Konetzni, Bruce Low, Edith Maerker, Zinka Milanov, Nell Rankin, Anny von Stosch, Alexander Svéd, Hans Tänzler, Marcel Wittrisch und Fritz Zohsel.

## Schriften (Auswahl)
- Über Stimmbildungskunst
- Der Bankrott der deutschen Gesangskunst